# Selección femenina de hockey sobre césped de la República Dominicana
La selección femenina de hockey sobre césped de la República Dominicana es el equipo nacional que representa a la República Dominicana en las competiciones internacionales femeninas de hockey sobre césped. 

## Resultados

### Juegos Panamericanos
- Santo Domingo 2003: 8.º
- Toronto 2015: 7.º

### Juegos Centroamericanos y del Caribe
- Santo Domingo de Guzmán 2006: 8.º [2]
- Mayagüez 2010:  4.º [2]
- Veracruz 2014: [2]